# 478
478 (CDLXXVIII na numeração romana) foi um ano comum do século V do Calendário Juliano, da Era de Cristo. a sua letra dominical foi A (52 semanas). Teve início a um domingo e terminou também a um domingo.
| Ano completo                    |
| ------------------------------- |
| Ano comum com início ao domingo |

## Nascimentos
- Narses, general do Império Bizantino.